# Smoothie

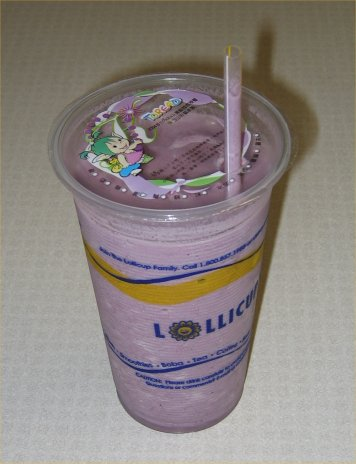
Bosbessensmoothie

Een smoothie is een niet-alcoholisch, koud drankje, meestal romig en met fruit.
De ingrediënten zijn meestal ijs, vers fruit en melkproducten (yoghurt, melk, room). Deze ingrediënten worden in een blender of een speciale smoothiemaker gemixt tot een romige substantie. Als alternatief voor een blender kan ook een staafmixer worden gebruikt voor het mixen van de ingrediënten. Voor meer smaak wordt in gespecialiseerde smoothiebars ingevroren fruit en ingevroren yoghurt gebruikt in plaats van ijsblokjes. Soms wordt suiker of honing toegevoegd.  
Ingevroren fruit is ook verkrijgbaar in supermarkten. Dit kan worden gebruikt als alternatief voor vers fruit om ook thuis smoothies meer smaak te geven. 
Het begrip is overgenomen uit het Engels. In het Engels betekent de term smooth onder andere 'glad', 'effen'; voor voedsel: 'zonder stukjes', 'als een vloeistof'. Het woord smooth is een bijvoeglijk naamwoord. Wanneer er in het Engels ie achter geplaatst wordt, is het bedoeld als een zelfstandig naamwoord.

## Oorsprong
Smoothies lijken op bepaalde dranken in warme landen zoals India, Maleisië, het Middellandse Zeegebied en het Midden-Oosten, waar dit soort producten worden gemaakt met vruchten, yoghurt en honing. In plaats van melk- of roomproducten wordt ook wel water gebruikt.

## Groene smoothies
Groene smoothies zijn smoothies die behalve fruit vooral groene groenten bevatten, zoals boerenkool, spinazie en sla. Deze smoothies worden door hun gezonde karakter aanbevolen door meerdere (Amerikaanse) gezondheidsmagazines en zijn populair onder veganisten. Doordat ze behalve deze groenten ook fruit bevatten, smaken ze veelal zoet. 

## Smoothies maken
Alle smoothierecepten kunnen herleid worden tot deze vijf basisprincipes:
1. Het is een drankje, dus uitgangspunt is een vloeistof. In milkshakes is dat steevast melk. In fruitsmoothies kies je voor fruitsap of water.
2. Om het drankje romig of "dik" of "smeuïg" te maken, kan het makkelijkst room toegevoegd worden. Maar er kan gevarieerd worden met allerhande vetrijke ingrediënten zoals Griekse yoghurt (veel gebruikt door Sandra Bekkari) of avocado's. Hoe minder vloeistof aan de smoothie toegevoegd wordt, hoe smeuïger het eindresultaat is.
3. Fruit en groenten zijn de meest gangbare, verse ingrediënten. Wat fruit betreft, zijn de mogelijkheden uiteraard zo groot als de verbeelding het toelaat. Een ideaal ingrediënt is een rijpe banaan: zowel zoet als romig. Om een groene smoothie te maken, worden er groene bladgroenten toegevoegd.
4. Extra smaakmakers toevoegen. Ook hier zijn de mogelijkheden enorm. Klassiekers zijn vanille en kaneel. Allerhande honing, suikers en stroop voor een zoete toets.
5. Alles ingrediënten worden door elkaar gemixt in een blender.

## IJs
Een smoothie kan ook een ijsje zijn dat is gemaakt van gepureerd puur fruit. Echte smoothie-ijsjes hebben een hoog percentage fruit en vallen onder de categorie vruchtenijs. Smoothies als aardbei-banaan, kiwi-banaan of perzik-mango hebben als vruchtenijsje een vruchtgehalte van 90% en 10% suiker. Aan echte smoothie-ijsjes wordt geen water toegevoegd.
Er worden door de handel wel ijsjes als smoothie aangeboden met soms maar vruchtaandelen van 35, 50 of 60%, dit zijn echter geen echte smoothies.